# Евсеев, Денис Сергеевич
Дени́с Серге́евич Евсе́ев (род. 3 июля 1973, Мурманск) — советский и российский шахматист, гроссмейстер (2003). Инженер-техник.

## Биография
Занимался в шахматной секции при Дворце пионеров г. Мурманска. Принимал участие в тренировочных сессиях школы Александра Панченко. Стал призёром юношеского чемпионата РСФСР в 1987 году.
Был участником нескольких чемпионатов Санкт-Петербурга, в 2003 обошёл соперников и завоевал чемпионский титул. На одном из этапов Кубка России (Самара, 2002) занял 2-е место. С 1998 года международный мастер, в 2003 получает гроссмейстерский титул.
На международных соревнованиях: Алушта (2002) — 1-е; фестиваль «Белые ночи» Санкт-Петербурга (2005) — 1—2-е; Реджо-нель-Эмилия (2005) — 2-е; турнир «Петровская ладья» (2006, 2007, 2008 и 2009) — 1-е места. В клубных состязаниях среди прочего выступал за команды шахматного клуба Мурманска, «Грифон» и «Петровская Ладья». В норвежском чемпионате представлял город Киркенес.
Работает педагогом Дома детского творчества Петродворцового района Санкт-Петербурга. Член тренерского совета Санкт-Петербургской шахматной федерации.

## Изменения рейтинга
| Графики недоступны из-за технических проблем. См. информацию на Фабрикаторе и на mediawiki.org. |